# Little Dark Age
Little Dark Age ist das vierte Studioalbum der US-amerikanischen Indietronic-Band MGMT aus dem Jahr 2018.

## Veröffentlichung
Die Erstveröffentlichung von Little Dark Age erfolgte am 9. Februar 2018 bei Columbia Records. Das Album erschien zeitgleich als CD- und LP-Ausführung und setzt sich im Original aus zehn Titeln zusammen.

## Tournee
Im Januar 2018 beginnt eine Tour.

## Titelliste
1. She Works Out Too Much (4:38)
2. Little Dark Age (5:00)
3. When You Die (4:23)
4. Me and Michael (4:49)
5. TSLAMP (4:30)
6. James (3:52)
7. Days That Got Away (4:44)
8. One Thing Left to Try (4:20)
9. When You’re Small (3:30)
10. Hand It Over (4:13)

## Rezeption

### Kritischer Erfolg
Auf Metacritic, der einen Durchschnitt von 100 basierend auf professionellen Bewertungen angibt, erhält das Album eine Bewertung von 77, basierend auf 24 Bewertungen.

### Kommerzieller Erfolg

#### Chartplatzierungen
| ChartsChartplatzierungen       | Höchstplatzierung | Wochen |
| ------------------------------ | ----------------- | ------ |
| Deutschland (GfK)              | 22 (2 Wo.)        | 2      |
| Österreich (Ö3)                | 23 (1 Wo.)        | 1      |
| Schweiz (IFPI)                 | 12 (3 Wo.)        | 3      |
| Vereinigte Staaten (Billboard) | 35 (2 Wo.)        | 2      |
| Vereinigtes Königreich (OCC)   | 27 (1 Wo.)        | 1      |

#### Auszeichnungen für Musikverkäufe
| Land/Region       | Auszeichnungen für Musikverkäufe (Land/Region, Auszeichnung, Verkäufe) | Verkäufe |
| ----------------- | ---------------------------------------------------------------------- | -------- |
| Mexiko (AMPROFON) | Gold                                                                   | 30.000   |
| Polen (ZPAV)      | Gold                                                                   | 10.000   |
| Insgesamt         | 2× Gold ·                                                              | 40.000   |